# Hradná jaskyňa
Hradná jaskyňa je jeskyně chráněná jako přírodní památka v blízkosti hradu Uhrovec. Nachází se v katastrálním území obce Uhrovské Podhradie v okrese Bánovce nad Bebravou v Trenčínském kraji na Slovensku. Území bylo vyhlášeno v roce 1994. Předmětem ochrany je volně přístupná jeskyně.